# جادل جريجوريو
جادل جريجوريو (بالبرتغالية: Jadel Gregório‏) مواليد 16 سبتمبر 1980، هو لاعب قفز ثلاثي برازيلي. مثل بلاده في الأولمبياد.

## سجل المنافسة
| العام         | المسابقة                                         | المكان                            | المركز        | حدث           | ملاحظة        |
| يمثل البرازيل | يمثل البرازيل                                    | يمثل البرازيل                     | يمثل البرازيل | يمثل البرازيل | يمثل البرازيل |
| ------------- | ------------------------------------------------ | --------------------------------- | ------------- | ------------- | ------------- |
| 1999          | بطولة أمريكا لألعاب القوى للناشئين 1999          | تامبا (فلوريدا)، الولايات المتحدة | 3             | القفز الثلاثي | 15.90 م       |
| 1999          | بطولة أمريكا الجنوبية لألعاب القوى للناشئين 1999 | كونثبثيون (تشيلي)                 | 1             | القفز الطويل  | 7.36 م        |
| 1999          | بطولة أمريكا الجنوبية لألعاب القوى للناشئين 1999 | كونثبثيون (تشيلي)                 | 1             | القفز الثلاثي | 16.18 م       |
| 2001          | بطولة أمريكا الجنوبية لألعاب القوى 2001          | ماناوس                            | 5             | القفز الطويل  | 7.22 م        |
| 2001          | بطولة أمريكا الجنوبية لألعاب القوى 2001          | ماناوس                            | 1             | القفز الثلاثي | 16.98 م       |
| 2001          | الألعاب الجامعية الصيفية 2001                    | بكين                              | 3             | القفز الثلاثي | 16.92 م       |
| 2003          | بطولة العالم لألعاب القوى داخل الصالات 2003      | برمنغهام (إنجلترا)                | 6             | القفز الثلاثي | 16.86 م       |
| 2003          | بطولة أمريكا الجنوبية لألعاب القوى 2003          | فنزويلا                           | 1             | القفز الثلاثي | 16.76 م       |
| 2003          | دورة الألعاب الأمريكية 2003                      | سانتو دومينغو                     | 2             | القفز الثلاثي | 17.03 م       |
| 2004          | بطولة العالم لألعاب القوى داخل الصالات 2004      | بودابست                           | 2             | القفز الثلاثي | 17.43 م       |
| 2004          | الألعاب الأولمبية الصيفية 2004                   | أثينا                             | 32            | القفز الطويل  | 7.50 م        |
| 2004          | الألعاب الأولمبية الصيفية 2004                   | أثينا                             | 5             | القفز الثلاثي | 17.31 م       |
| 2005          | بطولة العالم لألعاب القوى 2005                   | هلسنكي                            | 6             | القفز الثلاثي | 17.20 م       |
| 2006          | بطولة العالم لألعاب القوى داخل الصالات 2006      | موسكو                             | 2             | القفز الثلاثي | 17.56 م       |
| 2007          | دورة الألعاب الأمريكية 2007                      | ريو دي جانيرو                     | 1             | القفز الثلاثي | 17.27 م       |
| 2007          | بطولة العالم لألعاب القوى 2007                   | أوساكا                            | 2             | القفز الثلاثي | 17.59 م       |
| 2008          | الألعاب الأولمبية الصيفية 2008                   | بكين                              | 6             | القفز الثلاثي | 17.20 م       |
| 2009          | بطولة العالم لألعاب القوى 2009                   | برلين                             | 8             | القفز الثلاثي | 16.89 م       |
| 2010          | بطولة العالم لألعاب القوى داخل الصالات 2010      | الدوحة                            | 6             | القفز الثلاثي | 16.78 م       |

## روابط خارجية
- جادل جريجوريو على موقع الاتحاد الدولي لألعاب القوى (الإنجليزية)
- جادل جريجوريو على موقع الدوري الماسي (الإنجليزية)
- جادل جريجوريو على موقع IBSF (الإنجليزية)
- جادل جريجوريو على موقع اللجنة الأولمبية الدولية (الإنجليزية)
- جادل جريجوريو على موقع أوليمبيديا (الإنجليزية)